# Super Smash Bros.
Super Smash Bros. (förkortat SSB och känt som Nintendo All-Star! Dairantō Smash Brothers i Japan) är ett slagsmålsspel till Nintendo 64. Det utvecklades av HAL Laboratory och utgavs 1999 av Nintendo.

## Spelfigurer
Det finns åtta ordinarie spelfigurer och fyra låsta, som kan låsas upp genom att man uppnår vissa mål i enspelarläget.

### Ordinarie spelfigurer
- Mario
- Donkey Kong
- Link
- Samus
- Yoshi
- Kirby
- Fox
- Pikachu

### Hemliga spelfigurer
- Luigi - Fås genom att vinna Target Test med de åtta ursprungliga spelfigurerna.
- Captain Falcon - Fås genom att klara arcade på mindre än 20 minuter.
- Ness - Fås genom att klara arcade på svårighetsgraden normal med tre liv utan att använda Continue.
- Jigglypuff - Fås genom att klara arcade för första gången.

## Spelet
Man vinner över sina motståndare genom att slå dem ut ur banan, istället för att man, såsom i de flesta spel, slår bort sin motståndares hälsa. En procentmätare, som successivt ökar genom att skada förvållas på ens figur, avgör hur långt man flyger, och man förlorar då man flugit tillräckligt långt ut ur banan (i vilken riktning som helst).

## Banor
Spelet är uppdelat i banor, som härstammar från olika spel, att strida på. Totalt finns det 12 banor i spelet, men bara 9 av dem går att spela på i VS-Mode. De andra banorna går bara att spela på i Arcade. Banorna som inte går att spela på i VS-Mode är Metal-Mario Stage, Battlefield och Final Destination. Det finns en bana per spelfigur förutom Ness, Captain Falcon och Jigglypuff. Man börjar med 8 banor tillhörande startfigurerna, men man kan även låsa upp en hemlig bana tillhörande Luigi.

### Ordinarie banor
- Peach's Castle, tillhörande Mario
- Congo Jungle, tillhörande Donkey Kong
- Hyrule Castle, tillhörande Link
- Planet Zebes, tillhörande Samus
- Yoshi's Island, tillhörande Yoshi
- Dream Land, tillhörande Kirby
- Sector Z, tillhörande Fox
- Saffron City, tillhörande Pikachu

### Hemlig bana
- Mushroom Kingdom, tillhörande Luigi

## Multiplayer
Man kan välja att spela med "stock" som kan liknas vid "liv", i vilket fall man har ett begränsat antal gånger att återskapas efter att man åkt ut ur banan, eller spela med tid, då poäng baserat på antalet gånger man dödat avgör vilken spelare som vunnit.
Man kan maximalt spela fyra spelare samtidigt, vare sig det är datorkontrollerade figurer eller figurer styrda av människor, och välja att antingen köra "alla mot alla" eller i lag.

## Single player
Det finns fyra olika sätt att spela i enspelarläget. Man kan spela "Arcade" var man spelar i tio nivåer mot datorkontrollerade spelare av olika slag. Man kan även välja att spela två olika utmaningar; "Break the Targets" och "Board the Platforms", då man ska slå sönder måltavlor respektive hoppa på svävande plattformar på kortast möjlig tid.
I "Training Mode" kan man öva sina spelfärdigheter och mäta skada vållad av olika slag och föremål i spelet, med hjälp av funktionen att ställa in sin motståndares rörelsebeteende samt att framkalla olika föremål.

## Kort om styrkontrollerna
Till skillnad från vissa andra spel, så är de många olika slagen inte baserade på långa knappkombinationer. Istället kan man göra enkla rörelser med hjälp av endast en knapp samt styrspaken i kombination, och sedan välja att sätta ihop dem till längre slagkombinationer. Vissa kombinationer fungerar endast då figuren man slår har ett visst procenttal, av den anledningen att de flyger olika långt.
Under spelets gång kan man pausa spelet med start-knappen, och avbryta det genom att trycka in knapparna Z+R+A+B samtidigt.

## Uppföljare
Det har i dagsläget gjorts fyra uppföljare till Super Smash Bros.; Super Smash Bros. Melee, Super Smash Bros. Brawl, Super Smash Bros. For 3DS/Wii U och Super Smash Bros. Ultimate.